# Didier Deschamps
Didier Claude Deschamps (Bayonne, 1968. október 15. –) világ- és Európa-bajnok francia válogatott labdarúgó, világbajnok és Európa-bajnoki ezüstérmes edző.

## Pályafutása

### Játékosként

#### Klubcsapatokban
1983 áprilisában aláírt a FC Nantes csapatához, ahol 1985. szeptember 27-én debütált bajnoki mérkőzésen.
1989-ben a Marseille csapatába igazolt egy szezonig, majd a Bordeaux csapatához szerződött 1990-ben, mielőtt visszatért 1991-ben a Marseille-hez. A második  Marseille-s időszaka sikeresnek bizonyult. Két francia bajnoki címet szerzett (1991 és 1992). Deschamps része volt annak a marseille-i csapatnak amely az első (és eddig egyetlen) francia győztese a Bajnokok Ligájában, ezt a bravúrt 1993-ban érték el. Ő a legfiatalabb kapitány aki valaha is a Bajnokok Ligája címet nyert és szintén klubcsapat -és a nemzeti válogatottbeli csapattársa, Fabien Barthez pedig a legfiatalabb kapus.
1994-ben csatlakozott a Juventushoz, ahol sikeres éveket töltött el. Háromszor nyerték meg a Serie A-t, egy alkalommal az Olasz Kupát, kétszer az  olasz szuperkupát és ekkor Deschamps a második Bajnokok Ligája címét is begyűjtötte, valamint egy Interkontinentális kupát.
Miután elhagyta a   Juventust, átköltözött Angliába a Chelsea csapatához, ahol megnyerte a FA-kupát csapatával. Pályafutása befejezése előtt eltöltött egy szezont Spanyolországban a Valencia csapatánál, ahol szerepet vállalt a 2001-es UEFA Bajnokok Ligája döntőbe jutásban, de a döntőben csak a kispadon szerepelt, a mérkőzést a Bayern München nyerte. 2001 nyarán visszavonúlt, mindössze 32 évesen.

#### Válogatottban
1989-ban játszott először a francia válogatottban. 1998-ban Deschamps csapatkapitányként megnyerte csapatával a világbajnokságot, 2000-ben pedig az Európa-bajnokságot.

### Edzőként

#### Monaco
Miután nyugdíjba vonult, mint a játékos, akkor elkezdte edzői pályafutását. A Monaco vezetőedzője lett ahol francia bajnoki második és francia ligakupa cím 2002-2003, és az első Bajnokok Ligája döntője a Monaconak, 2004-ben. 2005. szeptember 19-én lemondott.

#### Juventus
2006. július 10-én a Juventus vezetőedzőjének nevezték ki. A klub éppen ekkor került a Serie B-be a 2006-os olasz labdarúgóbotrány után.
Az olasz kupában kiestek a 3. fordulóban. A Serie B-t megnyerve visszajuttatta a Juventus-t a Seria A-ba. 2007. május 19-én lemondott.

#### Marseille
2009. május 5-én bejelentették hogy Deschamps-t nevezték ki a Marseille vezetőjének. Az első szezonban sikerült neki bajnoki címre vezetni csapatát a Ligue 1-ben 18 év után.
Sikerét látván visszatérését kérték a Juventus kispadjára. 2010. június 29-én 2012-ig meghosszabbította a szerződését, amit a lejártakor nem újítottak meg.

## Sikerei, díjai

### Játékosként
- Marseille:
  - Ligue 1: 1989-90, 1991-92
  - Bajnokok ligája: 1992-93

- Juventus:
  - Seria A: 1994-95, 1996-97, 1997-98
  - Olasz kupa: 1995
  - Olasz szuperkupa: 1995, 1997
  - Interkontinentális kupa: 1996
  - Bajnokok ligája: 1995-96
  - UEFA-szuperkupa: 1996

- Chelsea:
  - Fa-kupa: 2000

### Válogatott
- Franciaország:
  - Világbajnok: 1998
  - Európa-bajnok: 2000

### Menedzserként
- AS Monaco:
  - Francia ligakupa: 2003
  - Bajnokok Ligája döntős: 2004

- Juventus:
  - Serie B: 2007

- Marseille:
  - Ligue 1: 2010
  - Francia ligakupa: 2010, 2011, 2012
  - Francia szuperkupa: 2010, 2011

Szövetségi kapitányként
- Franciaország:
  - Világbajnok: 2018
  - ezüstérmes: 2022
- Európa-bajnokság: **ezüstérmes: 2016
- Nemzetek Ligája
  - bajnok: 2020–21

## Edzői statisztika
2022. március 29-én lett frissítve.
| Csapat        | –tól     | –ig       | Mérleg | Mérleg     | Mérleg | Mérleg | Mérleg |
| M             | GY       | D         | V      | Győzelem % |        |        |        |
| ------------- | -------- | --------- | ------ | ---------- | ------ | ------ | ------ |
| Monaco        | 2001.    | 2005.     | 208    | 98         | 59     | 51     | 47.12  |
| Juventus      | 2006.    | 2007.     | 43     | 30         | 11     | 2      | 69.77  |
| Marseille     | 2009.    | 2012.     | 163    | 82         | 40     | 41     | 50.31  |
| Franciaország | 2012.    | jelenlegi | 126    | 83         | 25     | 18     | 65.87  |
| összesen      | összesen | összesen  | 540    | 293        | 135    | 112    | 54.26  |